# Falsa relazione
Una falsa relazione (anche nota come relazione incrociata o relazione non armonica, in inglese false relation, in tedesco Querstand) è una dissonanza prodotta tra due voci, o parti, e può avvenire:
1. fra due note con lo stesso nome, suonate in successione (secondo alcuni anche in simultanea[1], ma in questo caso si tratterebbe in realtà di una generica dissonanza), che siano una naturale e l'altra alterata, ma in parti differenti: ad esempio, una voce canta Sol e un'altra canta Sol diesis;
2. fra due note, sempre tra parti diverse in successione (o sincrone, secondo alcuni), che formino tra loro un tritono.

Esempio in un corale in stile bachiano. La falsa relazione si verifica in quanto la voce superiore utilizza la scala diatonica discendente, con il sesto grado naturale. La voce del basso sale sulla stessa scala, e pertanto usa l'alterazione del sesto grado.

Sarebbe improprio parlare di 'falsa relazione' relativamente a musica scritta in epoche precedenti l'affermazione della tonalità; la falsa relazione identifica una norma che vige solo all'interno del sistema tonale (ove spesso è anche contravvenuta, nonostante la trattatistica didattica del XX secolo ne abbia fatto un suo stendardo). Non è perciò corretto applicarla alla musica polifonica del Rinascimento, ove le parti 'orizzontali' strutturate secondo la linearità modale del Canto Gregoriano, sono per definizione autonome e non troppo legate alla logica 'verticale' dell'armonia. Discorso analogo vale per la letteratura del periodo barocco, ancora non precipuamente vincolata dagli obblighi tonali post-classici.